# خوسيه فرنسيسكو راميريز
خوسيه فرنسيسكو راميريز (بالإسبانية: José Francisco Ramírez)‏ (10 يوليو 1976 في هندوراس - ) هو لاعب كرة قدم هندوراسي في مركز الهجوم. شارك مع منتخب هندوراس لكرة القدم. أما مع النوادي، فقد لعب مع دندي يونايتد ونادي ماراثون ونادي موتاجوا ‏ ونادي بلاتنسي وC.D. Vista Hermosa ‏ وC.D. Walter Ferretti ‏ ونادي بيدا.

## وصلات خارجية
- خوسيه فرنسيسكو راميريز على موقع الاتحاد الدولي (مؤرشف)  (الإنجليزية)
- خوسيه فرنسيسكو راميريز على موقع قاعدة بيانات كرة القدم.إي يو (الإنجليزية)
- خوسيه فرنسيسكو راميريز على موقع ناشيونال فوتبول تيمز (الإنجليزية)